# Erdoğan versus Glum

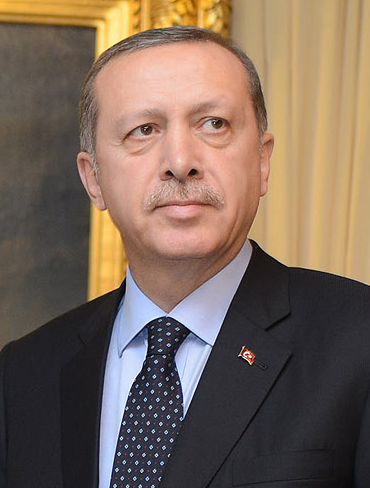
Recep Tayyip Erdoğan byl na sociálních sítích často přirovnáván ke Glumovi, což vedlo k několika soudním procesům za urážku prezidenta.

Recep Tayyip Erdoğan, prezident Turecka, byl na sociálních sítích přirovnán ke Glumovi – fiktivní postavě z románu J. R. R. Tolkiena Pán prstenů a jeho filmových adaptací – což vedlo k několika soudním procesům za urážku prezidenta v 10. a 20. letech 21. století v Turecku.

## Pozadí
Podle článku 299 tureckého trestního zákoníku je urážka prezidenta považována za závažný přestupek, který může skončit až čtyřletým trestem odnětí svobody.
Glum, známý z Tolkienova fantastického světa Středozemě, poprvé ožil v Hobitovi a později se stal klíčovým aktérem v Pánu prstenů. Ve filmových adaptacích je zobrazen jako bytost s bledou pokožkou, oděná jedině do jednoduchého pásku látky. Zatímco v Hobitovi působil výlučně jako zosobnění zla, pozdější díla mu odhalila mnohem komplikovanější minulost – kdysi totiž patřil mezi hobity pod jménem Sméagol, než ho nadpřirozený vliv Jednoho prstenu proměnil v tuto tragickou postavu.

## Procesy

### Případ Rifata Çetina
V roce 2014, kdy byl Erdoğan ještě premiérem Turecka, zveřejnil Rifat Çetin na Facebooku příspěvek, ve kterém byly vedle sebe umístěny tři fotografie Gluma a tři snímky Erdoğana se shodnými výrazy tváře. O dva roky později uložil soud v Antalyi Çetinovi podmíněný trest jednoho roku a odebral mu rodičovská práva – a to především proto, že v době zveřejnění příspěvku nebyl Erdoğan prezidentem. Nakonec byl Çetin v dubnu 2017 na odvolání zproštěn viny.

### Případ Bilgina Çiftçiho
Již v srpnu 2014 se lékař a státní zaměstnanec Bilgin Çiftçi rozhodl srovnat Erdoğana s Glumem a příspěvek o tom zveřejnil na sociálních sítích. Tento krok měl za následek jeho propuštění ze státní služby v říjnu 2015. V prosinci téhož roku byl Çiftçi formálně obviněn, přičemž prokuratura žádala trest až dvou let vězení. Jeho právnička trvala na tom, že jednání jejího klienta spadá pod ochranu svobody projevu – námitka, kterou však soud odmítl. Poté se dále argumentovalo, že Glum není negativní postavou, a soud v Aydınu proto ustanovil expertní komisi, jejímž úkolem bylo posoudit, zda šlo skutečně o urážku. Komise měla být složena z odborníka na film a televizi, dvou akademiků a dvou specialistů na chování či psychologii. Soudní řízení bylo následně odloženo do února 2016.
Případ získal celosvětovou pozornost, když režisér Peter Jackson a scenáristky Fran Walshová a Philippa Boyensová v prosinci 2015 společně prohlásili, že obrázek zveřejněný Çiftçim ve skutečnosti zobrazuje Sméagola – radostné a nápomocné alter ego Gluma – a upozornili tak, že obě postavy nelze zaměňovat. Americký komik a moderátor Stephen Colbert pak během vlastního pořadu vystoupil v roli právníka Çiftçiho, převlečený za roli Gregoryho Pecka ve filmu Jako zabít ptáčka, a domáhal se propuštění svého klienta.
První odborné hodnocení, které tři experti připravili v dubnu 2016, bylo shledáno nedostatečným, neboť nebylo podáno jako jeden souvislý dokument. Druhý posudek, vypracovaný klinickým psychologem, psychologem a docentem z Istanbul Bilgi University, předložený v červenci, charakterizoval Gluma jako postavu, která byla utlačována a stala se obětí osudu – zejména proto, že se při kontaktu s ostatními hobity opět proměňuje zpět do svého původního alter ega Sméagola. Nakonec byl Bilgin Çiftçi v dubnu 2017 zproštěn viny.

### Případ Barbarose Şansala

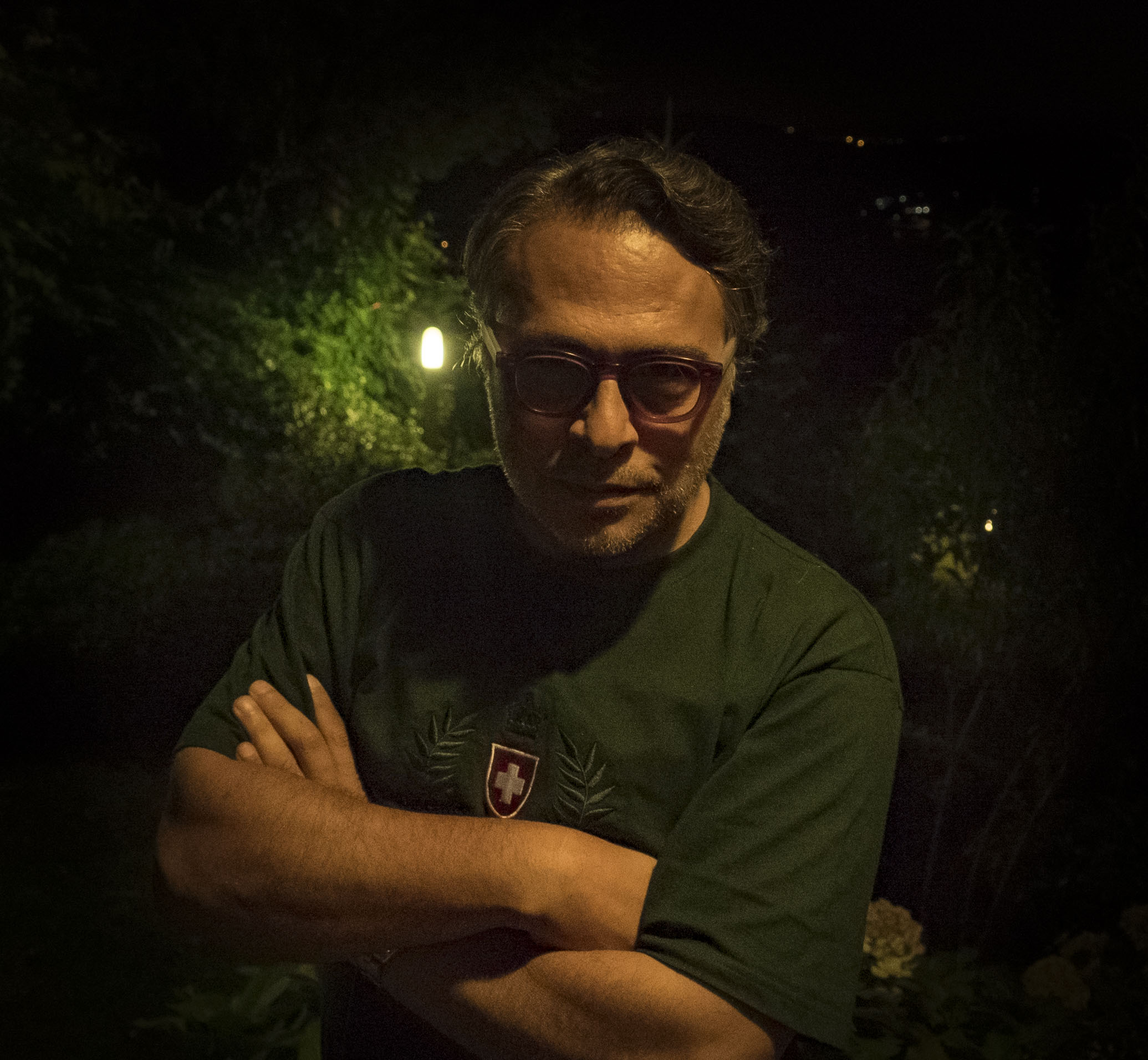
Barbaros Şansal v roce 2017

V prosinci 2021 čelil módní návrhář Barbaros Şansal trestu, když byl odsouzen k jednomu roku a dvěma měsícům vězení za to, že retweetoval fotografie zveřejněné Bilginem Çiftçim. Şansal vysvětloval, že příspěvek retweetoval až poté, co byl informován o soudním rozhodnutí, jež označilo Gluma za „nápomocnou a dobrou postavu.“ Erdoğanův právník následně podal odvolání s žádostí o přísnější trest, avšak v prosinci 2022 soud původní rozsudek zrušil, neboť Şansal již byl stíhán za toto obvinění, a případ zůstal pod dalším přezkumem.